# Donggongsi
Donggongsi (kinesiska: 董公寺, 董公寺镇) är en köping i Kina. Den ligger i provinsen Guizhou, i den sydvästra delen av landet, omkring 130 kilometer norr om provinshuvudstaden Guiyang. Antalet invånare är 27004. Befolkningen består av 13 121 kvinnor och 13 883 män. Barn under 15 år utgör 19,0 %, vuxna 15-64 år 73 %, och äldre över 65 år 7,0 %.